# Llanquihue
Llanquihue è un comune del Cile della provincia di Llanquihue nella Regione di Los Lagos. Al censimento del 2002 possedeva una popolazione di 16.337 abitanti.

## Società

### Evoluzione demografica
| Censimento del 1992 | Censimento del 2002 |
| 14.386 ab.          | 16.337 ab.          |